# Lidtjärnen, Norrbotten
Lidtjärnen är en sjö i Älvsbyns kommun i Norrbotten och ingår i Piteälvens huvudavrinningsområde. Sjön har en area på 0,045 kvadratkilometer och ligger 231,3 meter över havet. Lidtjärnen ligger i Piteälven Natura 2000-område.

## Delavrinningsområde
Lidtjärnen ingår i det delavrinningsområde (728916-172082) som SMHI kallar för Mynnar i Pertjärnen. Medelhöjden är 212 meter över havet och ytan är 13,95 kvadratkilometer. Det finns inga avrinningsområden uppströms utan avrinningsområdet är högsta punkten. Vattendraget som avvattnar avrinningsområdet har biflödesordning 4, vilket innebär att vattnet flödar genom totalt 4 vattendrag innan det når havet efter 97 kilometer. Avrinningsområdet består mestadels av skog (83 procent). Avrinningsområdet har 0,23 kvadratkilometer vattenytor vilket ger det en sjöprocent på 1,7 procent.